# Suomen Itämainen seura
L'association Orientale de Finlande (en français : Suomen Itämainen Seura, SIS, en suédois : Finska Orientsällskapet, est une association culturelle fondée en décembre 1917 pour promouvoir la recherche académique sur les cultures orientales et la connaissance de ces cultures en Finlande. Initialement ses activités était centrées sur le Moyen-Orient, depuis elles se sont étendues à l'ensemble de l'Asie, de l'Afrique et de l'Océanie.
L'objectif principal de SIS est l'édition de publications scientifiques internationales Studia Orientalia et des publications en finnois pour le grand public sur les cultures orientales comme des manuels pour l'apprentissage des langues ou des traductions littéraires.
SIS organise aussi fréquemment des conférences destinées au grand public.